# Ayr Bank
L'Ayr Bank était une banque d'investissement écossaise basée à Ayr. Active au XVIIIe siècle, elle émit une grande quantité de billets et d'effets, ce qui causa sa perte.

## Histoire
L'Ayr Bank a émis des billets de banque insuffisamment garantis, et ce, dès sa création en Écosse en 1769. En 1772, elle connaît une banqueroute, victime des excès du système bancaire écossais, mais aussi des spéculations sur les actions de la Compagnie anglaise des Indes orientales, laquelle est en grandes difficultés financières cette année-là.

## Environnement historique
En 1727, est créée la Royal Bank of Scotland sous forme de société par action : celle-ci cherche à concurrencer la Bank of Scotland sur le marché des effets et s'engage massivement pour capter la demande de billets de banque. La Bank of Scotland doit suspendre la convertibilité de ses billets en 1728, pendant huit mois, avant d'être forcée par des raisons légales à la reprendre puis décide d'inclure dans les contrats d'émission une clause précisant qu'elle n'est pas obligée d'honorer les paiements et peut y surseoir en versant en contrepartie un taux d'intérêt spécifique, sous forme de pénalité. En 1762, c'est la Royal Bank of Scotland qui se résout à recourir à cette clause, mais le Parlement interdit cette manœuvre en 1765.
En 1769, l'Ayr Bank s'engouffre dans la vague d'enthousiasme pour les billets de banque, qui facilitent le commerce et même l'exportation. De nombreuses autres banques apparaissent, et engendrent des rivalités régionales entre la capitale historique, Édimbourg, et la région de Glasgow, en forte croissance. Deux ans après, est créée une chambre de compensation qui sert d'arbitre entre ces différentes banques, pour la plupart familiales, régulée par deux des trois établissements qui opèrent sous forme de société par action, la Bank of Scotland et la Royal Bank of Scotland.

## Faillite
En mai 1772, l’Écosse possède déjà 31 banques dont 21 à Édimbourg et 3 qui fonctionnent sous le régime de la société par action. En juin, l'Ayr Bank fait défaut sur l'ambitieux programme d'émission de billets à trois ans qu'elle avait lancé en 1769, trop peu contrôlé. La panique qui suit ruine treize banques familiales d'Édimbourg. La crise de liquidités est atténuée lorsque la Royal Bank of Scotland et la Bank of Scotland acceptent d'honorer les billets de l'Ayr Bank en échange de garanties partielles, à savoir les propriétés terriennes de son dirigeant.
De plus, l'ensemble des 241 actionnaires de l'Ayr Bank sont mis à contribution, comme le prévoit le droit écossais de l'époque. Le système bancaire écossais résiste grâce à sa chambre de compensation sélective, qui a permis à de nombreuses banques d'éviter les emprunts de l'Ayr Bank. Seules huit petites banques familiales sont entraînées dans la faillite. Mais en décembre 1772, l'Ayr est emportée par une crise plus générale, celle de la Compagnie anglaise des Indes orientales.
Les Écossais sont alors violemment critiqués par les Anglais et les effets de la crise vont durer deux décennies. Dans une lettre à Adam Smith du 17 juin 1773, le philosophe David Hume se plaint des effets de cette crise et constate les graves difficultés du secteur où opère la Carron Company, une des sociétés sidérurgiques les plus innovantes de l'époque. À la suite de cette série de faillites de 1773, le Board of Ordnance de la Royal Navy venait en effet de retirer à l'entreprise le marché des canons, neuf ans seulement après les premières commandes.

## Sources
- Ron Paul et Lewis Lehrman, The Case for Gold: Congressional Record, US Gold Commission, 1982, p. 148, 149  (ISBN 978-1469971803).